# Campionati italiani di triathlon medio del 2015
I Campionati italiani di triathlon medio del 2015 sono stati organizzati dalla Federazione Italiana Triathlon e si sono tenuti a Lovere in Lombardia, in data 23 agosto 2015.
La gara ha previsto 1,9 km di nuoto, 85 km della frazione ciclistica ed una frazione podistica finale di 21 km.
Tra gli uomini ha vinto Alberto Alessandroni ( Fiamme Oro), mentre tra le donne si è laureata campionessa italiana Monica Cibin (Triathlon Novara) .
La gara femminile, tuttavia, è stata vinta dall'ungherese Erika Csomor.

## Risultati

### Élite uomini
| Pos. | Atleta                      | Società sportiva        | Nuoto    | Bici     | Corsa    | Totale   |
| ---- | --------------------------- | ----------------------- | -------- | -------- | -------- | -------- |
|      | Alberto Alessandroni        | Fiamme Oro              | 00:25:17 | 02:19:04 | 01:21:26 | 04:08:25 |
|      | Massimo Cigana              | Eroi del Piave          | 00:30:21 | 02:23:50 | 01:14:13 | 04:11:02 |
|      | Federico Gregorio Incardona | No Limits Friends       | 00:28:04 | 02:26:28 | 01:17:40 | 04:14:47 |
| 4    | Mauro Pera                  | PPRTeam                 | 00:25:07 | 02:29:53 | 01:20:16 | 04:18:00 |
| 5    | Leonardo Simoncini          | T.D. Rimini             | 00:29:02 | 02:28:35 | 01:20:07 | 04:20:18 |
| 6    | Simone Mantolini            | The Hurricane           | 00:29:06 | 02:28:25 | 01:23:04 | 04:23:19 |
| 7    | Stefano Intagliata          | PPRTeam                 | 00:26:46 | 02:31:17 | 01:22:41 | 04:23:47 |
| 8    | Gabriele Vergano            | CUS Torino Triathlon    | 00:29:03 | 02:34:39 | 01:19:11 | 04:26:03 |
| 9    | Lorenzo Boeris              | CUS Torino Triathlon    | 00:29:01 | 02:33:33 | 01:21:20 | 04:26:55 |
| 10   | Luca Berardini              | Feralpi Triathlon       | 00:30:39 | 02:30:58 | 01:23:13 | 04:28:02 |
| 11   | Michele Moreale             | Udine Triathlon         | 00:29:29 | 02:28:54 | 01:26:14 | 04:28:10 |
| 12   | Matteo Baldacci             | Triathlon Team Riccione | 00:30:00 | 02:32:40 | 01:22:33 | 04:28:11 |
| 13   | Francesco Melissano         | Forhans Team            | 00:29:04 | 02:37:32 | 01:18:43 | 04:28:30 |
| 14   | Carlo Biaggioni             | Padova Nuoto Fidia      | 00:29:05 | 02:34:50 | 01:21:42 | 04:28:43 |
| 15   | Pietro Felice Di Silvio     | The Hurricane           | 00:29:33 | 02:28:49 | 01:26:45 | 04:28:51 |
| 16   | Mattia Camporesi            | T.D. Rimini             | 00:33:47 | 02:36:30 | 01:15:23 | 04:29:14 |
| 17   | Pierluigi Senor             | CUS Torino Triathlon    | 00:34:43 | 02:22:15 | 01:29:22 | 04:29:38 |
| 18   | Andrea Riva                 | 3 Life                  | 00:29:27 | 02:32:15 | 01:25:21 | 04:30:01 |
| 19   | Filippo Rossi               | Aquatica Torino         | 00:32:05 | 02:25:04 | 01:30:19 | 04:30:35 |
| 20   | Alessandro Robustelli       | Atletica Manara         | 00:29:21 | 02:30:40 | 01:27:44 | 04:30:46 |

### Élite donne
| Pos. | Atleta              | Società sportiva         | Nuoto    | Bici     | Corsa    | Totale   |
| ---- | ------------------- | ------------------------ | -------- | -------- | -------- | -------- |
|      | Erika Csomor        | Forhans Team             | 00:32:58 | 02:40:17 | 01:27:21 | 04:43:47 |
|      | Monica Cibin        | Triathlon Novara         | 00:30:01 | 02:43:00 | 01:29:18 | 04:45:02 |
|      | Martina Dogana      | Forhans Team             | 00:30:20 | 02:48:39 | 01:25:11 | 04:47:31 |
| 4    | Cristina Sironi     | CNM Triathlon            | 00:35:30 | 02:51:55 | 01:28:15 | 04:58:56 |
| 5    | Eleonora Peroncini  | CUS Parma                | 00:33:00 | 02:49:36 | 01:37:59 | 05:03:45 |
| 6    | Sara Tavecchio      | Forhans Team             | 00:32:55 | 02:53:46 | 01:34:23 | 05:04:34 |
| 7    | Barbara Trazzi      | Verona Triathlon         | 00:35:30 | 02:56:15 | 01:30:31 | 05:05:22 |
| 8    | Irene Coletto       | Padova Nuoto Fidia       | 00:40:45 | 02:49:34 | 01:35:52 | 05:09:46 |
| 9    | Silvia Colussi      | Reaction                 | 00:29:13 | 02:53:08 | 01:48:27 | 05:15:06 |
| 10   | Annalisa Bertelle   | Padova Nuoto Fidia       | 00:36:28 | 03:00:49 | 01:35:19 | 05:16:37 |
| 11   | Roberta Maule       | Peschiera Triathlon      | 00:35:56 | 03:01:55 | 01:35:19 | 05:17:11 |
| 12   | Monica Ferrari      | PPRTeam                  | 00:35:48 | 03:00:00 | 01:37:49 | 05:17:26 |
| 13   | Francesca Rigo      | Woman Triathlon Italia   | 00:41:53 | 02:58:05 | 01:34:16 | 05:18:57 |
| 14   | Francesca Tunesi    | CUS Torino Triathlon     | 00:32:59 | 03:08:11 | 01:35:44 | 05:20:05 |
| 15   | Barbara Davolio     | Woman Triathlon Italia   | 00:39:52 | 02:49:47 | 01:47:45 | 05:22:04 |
| 16   | Cristina Sonzogni   | Sport Wellness Triathlon | 00:41:24 | 02:54:38 | 01:42:27 | 05:22:44 |
| 17   | Teodolinda Camera   | Virtus                   | 00:33:31 | 03:16:03 | 01:34:51 | 05:27:21 |
| 18   | Jessica Comparin    | Feralpi Triathlon        | 00:40:33 | 02:59:56 | 01:47:37 | 05:32:20 |
| 19   | Silvia Schiapparoli | Woman Triathlon Italia   | 00:35:50 | 03:15:36 | 01:41:59 | 05:37:18 |
| 20   | Beatrice Barba      | Feralpi Triathlon        | 00:29:04 | 03:13:07 | 01:51:57 | 05:38:23 |